# Sierra Ibuki
La Sierra Ibuki (伊吹山地 Ibuki Sanchi?) es una cadena montañosa que se extiende a lo largo de la frontera entre las prefecturas de Gifu y Shiga en Japón. En esta última prefectura la cadena disminuye de altura hasta casi desaparecer, pero antes de llegar a Mie vuelve a ganar altura continuando con el nombre de montañas Suzuka.

## Picos
- Monte Ibuki (伊吹山 Ibuki-yama?), 1.377 m
- Monte Kanakuso (金糞岳 Kanakuso-dake?), 1.317 m
- Monte Kaitsuki (貝月岳 Kaitsuki-dake?), 1.234 m
- Monte Kunimi (国見岳 Kunimi-dake?), 1.123 m
- Monte Ikeda (池田山 Ikeda-san, Ikeda-yama?), 924 m